# Reaktion (Politik)
Reaktion bezeichnet die gegenrevolutionäre Bewegung. Im historischen Sinne umfasst der Begriff die ideologischen Gegner der Aufklärung, darunter die politischen Denker Louis-Gabriel-Ambroise de Bonald, Joseph de Maistre, Juan Donoso Cortés und Nicolás Gómez Dávila. Als Monarchisten strebten sie die Wiederherstellung des Zustandes vor der französischen Revolution an. Die Verteidiger des Ancien Régime ordneten die Revolution und ihre Wirkung als Katastrophe abseits des erwartbaren Geschehens ein, deren Schäden beseitigt werden müssen.
Als Kampfbegriff besitzt der Begriff einen abwertenden Charakter. Anhänger des Fortschritts beschreiben sie als die „Gesamtheit der fortschrittsfeindlichen politischen Kräfte im Staat (Klassen, Schichten, Parteien, Personen oder Bewegungen)“.

## Begriffsgeschichte
Als Begriff der Politik wurde „Reaktion“ von Montesquieu eingeführt. Montesquieu zufolge entwickeln sich politische Prozesse im Wechselspiel von Aktion und Reaktion der politisch Handelnden („l’action des unes et la réaction des autres“). Auf eine Aktion folge, so Montesquieu, stets eine Reaktion („l’action est toujours suivie d’une réaction“). In Montesquieus Sprachgebrauch ist „Reaktion“ demgemäß nicht auf ein bestimmtes politisches Lager bezogen und ohne jede Wertung.
Weite Verbreitung und eine spezifische Bedeutung als Gegenbegriff zu „fortschrittlich“ und „revolutionär“ fand der Begriff „Reaktion“ (französisch réaction) während der Französischen Revolution ab 1789.
Im 19. Jahrhundert wurde „Reaktion“ zum Sammelbegriff für eine reformistische Widerstandsbewegung aus zunächst Adeligen, Klerikalen und bürgerlichen Monarchisten, die sich gegen die Jakobiner positionierten und gegen die von den Revolutionären initiierten Veränderungen stellten, sowie die Rückkehr des Ancien Régimes anstrebten. Die (behauptete) Rückwärtsgewandtheit setzt dabei eine lineare Geschichtsbetrachtung im Sinne des Fortschritts voraus. Was Fortschritt sei, ist in der Politik strittig, und insofern enthält die Bezeichnung „Reaktion“ eine subjektive Wertung.
Als zentrale Theoretiker reaktionärer Ideen im 19. Jahrhundert gelten laut Herfried Münkler vor allem Louis-Gabriel-Ambroise de Bonald, Joseph de Maistre und Donoso Cortes.
In der Zeit der deutschen Restauration (1815–1830) entwickelte sich auch in Teilen der „Reaktion“, aus dem Biedermeier heraus, zunehmend der Wunsch nach dem Beibehalten von liebgewonnenen Grundfreiheiten, sowie dem Streben nach nationaler Selbstbestimmung und damit gegen das Metternichsche System, welches die Veränderungen durch die Französische Revolution komplett zurückdrängen wollte und sich in der Kleinstaaterei verlor. Die Europäischen Revolutionen 1848/1849 waren ein bedeutender Wendepunkt der europäischen Geschichte und Teil eines Prozesses, dem schließlich in der zweiten Hälfte des 19. Jahrhunderts in den meisten Staaten Europas ein übersteigerter Nationalismus und in weltweitem Maßstab das Zeitalter des Imperialismus folgte. Die freiheitliche „Reaktion“ bildete hierbei die bürgerliche Mitte zwischen dem hochadeligen bis großbourgeoisen Chauvinismus und dem libertinistischen Sozialismus in der Arbeiterbewegung; dieser geschichtliche Zeitraum wird Reaktionsära genannt.
Der Kulturphilosoph Julius Evola konnte in den 1930er Jahren dem Begriff „Reaktion“ positive Seiten abgewinnen: „Nach unserer Überzeugung ist eine wahre Reaktion gegen den liberalistischen Verfall nur auf der Grundlage der traditionellen Grundsätze von Hierarchie, Aristokratie und Königtum möglich.“
In Auseinandersetzungen innerhalb weltanschaulicher Strömungen, so zwischen Kommunisten und Sozialdemokraten oder zwischen Trotzkisten und Stalinisten, wurde die Bezeichnung auf den politischen Gegner übertragen, um ihn als Feind zu markieren.
Die Vertreter des Nationalsozialismus rechneten ihre Gegner entweder der kommunistischen „Rotfront“ (KPD, linke SPD usw.) oder der freiheitlich-wertkonservativen „Reaktion“ (Bekennende Kirche, Weiße Rose, Deutscher Widerstand usw.) zu. Im Horst-Wessel-Lied haben sie ihre getöteten „Kameraden, die Rotfront und Reaktion erschossen“ zum Kult erhoben.
In den realsozialistischen Staaten wurden die westlichen Demokratien u. a. als „faschistisch“ und „reaktionär“ diffamiert.
Der kolumbianische Philosoph und Privatgelehrte Nicolás Gómez Dávila bezeichnete sich selbst als Reaktionär, wobei er diesem Begriff eine eigene Bedeutung zugrunde legt. So sei der Reaktionär nicht darauf aus, die Vergangenheit wiederherzustellen, sondern ewige Wahrheiten, die in der Moderne unbekannt seien, zu erinnern: „Der Reaktionär ist nicht der nostalgische Träumer abgeschaffter Vergangenheiten, sondern der Jäger heiliger Schatten auf den ewigen Hügeln“.
In neuerer Zeit werden vor allem Vertreter der sogenannten Neuen Rechten und des Rechtspopulismus von ihren meist links-gerichteten Gegnern als „reaktionär“ betitelt. Reaktionäre Entwicklungen, die wiederum gegen die 68er-Bewegung und die durch sie ausgelösten Veränderungen gerichtet sind, werden als Backlash bezeichnet. Anfang der 2000er Jahre entstand im Internet die sogenannte Neoreaktionäre Bewegung, welche Einfluss auf rechtslibertäre und rechtskonservative Kreise in den Vereinigten Staaten nahm.
Robert Hugo Ziegler legt einen philosophischen Begriff des „reaktionären Denkens“ vor. Dieses gründet demnach in dem Erleben der Unwirklichkeit der modernen Welt. Diese ontologische Verunsicherung ruft nach ihrer Überwindung, die sich bei den analysierten Autoren (Ernst Jünger, Carl Schmitt, Martin Heidegger, Ayn Rand) in der literarischen Evokation eines möglichst starken Affekts vollzieht. Das ist der Effekt der Erhabenheit, der vor allem durch die Bilderwelt von Feindschaft, Kampf, Entscheidung und Tod in Szene gesetzt wird.